# Прато Карнико
Прато Карнико (итал. Prato Carnico) је насеље у Италији у округу Удине, региону Фурланија-Јулијска крајина.
Према процени из 2011. у насељу је живело 1065 становника. Насеље се налази на надморској висини од 684 м.

## Становништво
Према резултатима пописа становништва 2011. у општини је живело 927 становника.
| 1936. | 1951. | 1961. | 1971. | 1981. | 1991. | 2001. | 2011. |
| ----- | ----- | ----- | ----- | ----- | ----- | ----- | ----- |
| 2.403 | 2.538 | 2.218 | 1.723 | 1.447 | 1.218 | 1.065 | 927   |